# Oleszyce Stare (gromada)
Oleszyce Stare – dawna gromada, czyli najmniejsza jednostka podziału terytorialnego Polskiej Rzeczypospolitej Ludowej w latach 1954–1972.
Gromady, z gromadzkimi radami narodowymi (GRN) jako organami władzy najniższego stopnia na wsi, funkcjonowały od reformy reorganizującej administrację wiejską przeprowadzonej jesienią 1954 do momentu ich zniesienia z dniem 1 stycznia 1973, tym samym wypierając organizację gminną w latach 1954–1972.
Gromadę Oleszyce Stare z siedzibą GRN w Oleszycach Starych (od 1968 nazwa Stare Oleszyce) utworzono – jako jedną z 8759 gromad na obszarze Polski – w powiecie lubaczowskim w woj. rzeszowskim na mocy uchwały nr 26/54 WRN w Rzeszowie z dnia 5 października 1954. W skład jednostki weszły obszary dotychczasowych gromad Oleszyce Stare, Stare Sioło i Miłków ze zniesionej gminy Oleszyce Stare w tymże powiecie. Dla gromady ustalono 20 członków gromadzkiej rady narodowej.
1 stycznia 1960 do gromady Oleszyce Stare włączono wieś Sucha Wola ze zniesionej gromady Bihale w tymże powiecie.
31 grudnia 1961 gromadę zniesiono, włączając jej obszar do gromady Oleszyce w tymże powiecie.